# Деметрий Монфератски
Деметрий Монфератски (на италиански: Demetrio di Monferrato; на гръцки: Δημήτριος Μομφερρατικός, Dēmētrios Momferratikos; * 1205 в Солун; † 1230 г. в Амалфи) e крал на Солун от 1207 до 1224 г.
Деметрий e син на маркграф Бонифаций Монфератски, водачът на Четвъртият кръстоносен поход, и Маргарита Унгарска, дъщеря на унгарския крал Бела III и вдовица на византийския император Исак II Ангел. Той наследява през 1207 г. баща си на престола като крал на Солун. Регентството води майка му. Тя не успява да се наложи пред местните благородници и е свалена от Умберто II от Бияндрате. Латинският император Хенрих Фландърски поставя Маргарита отново начело и на 6 януари 1209 г. коронова Деметрий за крал. Папа Инокентий III признава по-късно коронацията. След Маргарита регент на Деметрий от 1209 до 1216 г. става брата на Хенрих – Юсташ от Фландрия. Теодор Комнин, деспотът на Епир, завладява постепенно Кралство Солун, като Деметрий през 1222 г. бяга в Италия. След две години Теодор завладява град Солун и поставя край на Солунското кралство.
Деметрий се включва в Италия към привържениците на император Фридрих II и го придружава през 1228 г. в неговия кръстоносен поход в Светата земя. Вероятно той има влияние в Лимасол при уреждането на женитбата на племенницата си Аликс и крал Хайнрих I от Кипър. Назован е през 1230 г. при подписването на договора от Сан Германо между императора и Папата.
Умира през 1230 г. в Амалфи.